# دوري كرة القدم الغربي 1993–94
دوري كرة القدم الغربي 1993–94 (بالإنجليزية: 1993–94 Western Football League)‏ هو موسم من دوري كرة القدم الغربي ‏. فاز فيه Tiverton Town F.C. ‏.